# Bollendorf-Pont
Bollendorf-Pont (Luxemburgs: Bollenduerferbréck) is een plaats in de gemeente Berdorf en het kanton Echternach in Luxemburg. Bollendorf-Pont telt 166 inwoners (2001). De plaats ligt aan de Sûre (Duits: Sauer), aan de overkant van het Duitse Bollendorf, waarmee het door een brug is verbonden.

## Bezienswaardigheden
- De Onze-Lieve-Vrouw-Hemelvaartkerk

## Nabijgelegen kernen
Weilerbach, Bollendorf, Grundhof